# ギル・メッシュ
ギルバート・アレン・メッシュ（Gilbert Allen Meche, 1978年9月8日 - ）はアメリカ合衆国ルイジアナ州ラファイエット出身の元プロ野球選手（投手）。右投右打。

## 経歴

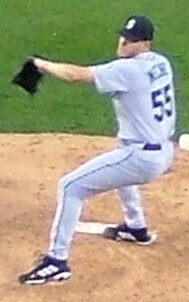
シアトル・マリナーズ時代
(2006年6月10日)

高校卒業時の1996年6月4日、MLBドラフト1巡目（全体22位）でシアトル・マリナーズから指名され入団し、1999年7月6日に20歳でメジャーデビュー。マリナーズの球団史上アレックス・ロドリゲスの18歳に次ぐ2番目の若さでのデビューとなった。1年目は16試合に登板し、8勝4敗、防御率4.73という成績を残した。
2000年は肩関節が亜脱臼した状態になるデッドアーム症候群になり4勝4敗に終わり、翌2001年2月に手術を受けた。事態は厳しく同年10月3日に再手術を受けた。さらに2002年のシーズンすべてを棒に振ることとなった。
2003年4月5日に復帰登板を果たし、その年は15勝を挙げ、カムバック賞を受賞した。
2006年シーズン後、5年5500万ドルの契約でカンザスシティ・ロイヤルズに移籍した。メッシュ獲得当初、GMのデイトン・ムーアは「我々の長期計画にぴったりあう選手で、28歳と全盛期を迎えている。投手陣を支えてくれるだろう」、監督バディ・ベルは「息子（デビッド・ベル）が彼のチームメイトだったので、信頼できる情報がある」と期待のほどを語っている。また、メッシュ本人も入団記者会見の際に、「6年間メジャーリーグでやってきた経験がある。怪我からも立ち直った。自分はメジャーに上がってきたばかりの若い投手を助けることができると思う。少しのヒントややり方を分けてあげられると思う。（マリナーズでは）ジェイミー・モイヤーにナックルカーブを教えてもらい、次の日の試合でもう投げることができ、この2、3年は使っている」と、新しい船出に対する抱負を語っている。評論家からは払いすぎ、元が取れないという声が続出した。
2007年は制球力が増し、低めにボールを集められるようになったため四球が減少し、ゴロを引っかけさせるケースが多くなった。登板はしなかったが、オールスターゲームに選ばれ、先発ローテーションを守りリーグ最多の34試合に先発登板した。自己最多の216イニングを投げ、自己ベストの防御率3.67を記録した。打線の援護がリーグワーストの3.92で、勝星は9つに留まったが、ブライアン・バニスターともに低迷するチームを引っ張った。
2008年は前年に引き続きリーグ最多の34試合に先発登板し、リーグ5位の183奪三振、チーム内で最多となる14勝を記録した。
2009年は肩や腕の故障に悩まされ、6勝10敗、防御率5.09という成績に終わった。
2010年は開幕から故障者リスト入りし、シーズンの多くを棒に振った。復帰後、先発した9試合で0勝4敗、防御率6.66と不調であったため先発ローテーションを外れた。2010年は結局20試合登板で0勝5敗、防御率5.69であった。
2011年1月18日、引退を表明した。同年シーズンは2006年オフに結んだ5年契約の最終年で、メッシュは成績に関わらず1200万ドルの年俸を受け取る予定だったが、現役続行のためには肩の手術と長期間のリハビリテーションが必要となる見通しであった。チームに何も貢献せずに大金を受け取るのを不本意だと考えたメッシュは、1200万ドルの契約を放棄して引退することを選んだ。

## 詳細情報

### 年度別投手成績
| 年 度      | 球 団      | 登 板 | 先 発 | 完 投 | 完 封 | 無 四 球 | 勝 利 | 敗 戦 | セ 丨 ブ | ホ 丨 ル ド | 勝 率 | 打 者 | 投 球 回 | 被 安 打 | 被 本 塁 打 | 与 四 球 | 敬 遠 | 与 死 球 | 奪 三 振 | 暴 投 | ボ 丨 ク | 失 点 | 自 責 点 | 防 御 率 | W H I P |
| ---------- | ---------- | ----- | ----- | ----- | ----- | -------- | ----- | ----- | -------- | ----------- | ----- | ----- | -------- | -------- | ----------- | -------- | ----- | -------- | -------- | ----- | -------- | ----- | -------- | -------- | ------- |
| 1999       | SEA        | 16    | 15    | 0     | 0     | 0        | 8     | 4     | 0        | 0           | .667  | 375   | 85.2     | 73       | 9           | 57       | 1     | 2        | 47       | 1     | 0        | 48    | 45       | 4.73     | 1.52    |
| 2000       | SEA        | 15    | 15    | 1     | 1     | 0        | 4     | 4     | 0        | 0           | .500  | 363   | 85.2     | 75       | 7           | 40       | 0     | 1        | 60       | 2     | 0        | 37    | 36       | 3.78     | 1.34    |
| 2003       | SEA        | 32    | 32    | 1     | 0     | 0        | 15    | 13    | 0        | 0           | .536  | 785   | 186.1    | 187      | 30          | 63       | 2     | 3        | 130      | 7     | 0        | 97    | 95       | 4.59     | 1.34    |
| 2004       | SEA        | 23    | 23    | 1     | 1     | 0        | 7     | 7     | 0        | 0           | .500  | 565   | 127.2    | 139      | 21          | 47       | 0     | 5        | 99       | 4     | 0        | 73    | 71       | 5.01     | 1.46    |
| 2005       | SEA        | 29    | 26    | 0     | 0     | 0        | 10    | 8     | 0        | 0           | .556  | 638   | 143.1    | 153      | 18          | 72       | 1     | 2        | 83       | 4     | 0        | 92    | 81       | 5.09     | 1.57    |
| 2006       | SEA        | 32    | 32    | 1     | 0     | 0        | 11    | 8     | 0        | 0           | .579  | 811   | 186.2    | 183      | 24          | 84       | 2     | 8        | 156      | 4     | 2        | 106   | 93       | 4.48     | 1.43    |
| 2007       | KC         | 34    | 34    | 1     | 0     | 0        | 9     | 13    | 0        | 0           | .409  | 906   | 216.0    | 218      | 22          | 62       | 2     | 3        | 156      | 3     | 0        | 98    | 88       | 3.67     | 1.30    |
| 2008       | KC         | 34    | 34    | 0     | 0     | 0        | 14    | 11    | 0        | 0           | .560  | 886   | 210.1    | 204      | 19          | 73       | 2     | 0        | 183      | 5     | 0        | 98    | 93       | 3.98     | 1.32    |
| 2009       | KC         | 23    | 23    | 1     | 1     | 0        | 6     | 10    | 0        | 0           | .375  | 581   | 129.0    | 144      | 17          | 58       | 0     | 3        | 95       | 7     | 0        | 81    | 73       | 5.09     | 1.57    |
| 2010       | KC         | 20    | 9     | 1     | 0     | 0        | 0     | 5     | 0        | 6           | .000  | 281   | 61.2     | 65       | 9           | 38       | 3     | 2        | 41       | 1     | 0        | 42    | 39       | 5.69     | 1.67    |
| 通算：10年 | 通算：10年 | 258   | 243   | 7     | 3     | 0        | 84    | 83    | 0        | 6           | .503  | 6191  | 1432.1   | 1441     | 176         | 594      | 13    | 29       | 1050     | 38    | 2        | 772   | 714      | 4.49     | 1.42    |

- 各年度の太字はリーグ最高

### 背番号
- 55 (1999年 - 2010年)